# Lire génoise
La lire génoise (en italien, lira genovese) est la principale monnaie de compte de la république de Gênes, jusqu'en 1797.

## Histoire monétaire

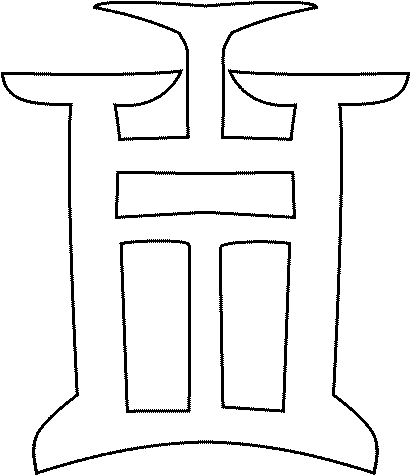
La porte du « château », symbole figurant sur les monnaies génoises : en latin, Ianua, « porte », mot proche du nom de la ville de Gênes en latin (Ianua).

La zecca de Gênes, près du quartier de San Lorenzo, commence à frapper des monnaies pour la république à partir de 1138, soit à peine quarante ans après la proclamation de l'État souverain, droit accordé par Conrad III de Hohenstaufen. La monnaie mise en place est calquée sur le système monétaire carolingien, libra/solidus/denarius (livre/sou/denier) : la livre génoise, la lira, est divisée en 20 soldi ou 240 denari. 
Les premières monnaies frappées sont en cuivre et en argent ; le premier type connu (1139) est un denier en billon pesant 0,75 g, frappée jusqu'en 1339. On trouve aussi, durant cette même période, le patachino ou sesino, valant 6 deniers, frappée en argent. La seule monnaie de cuivre est le quartaro, le quart de denier. En général, figure sur l'avers la porte de la citadelle (castello) de Gênes, et au revers, une grande croix pattée. Durant plusieurs siècles, est mentionnée à l'avers la légende IANVA (Gènes, en latin) ; et au revers, CVNRADI • REX • (Conrad, roi), du nom du souverain qui accorda le privilège de battre monnaie à la république : ces mentions restant inchangées, la datation précise reste donc difficile, et dépend de légères variations de types, du poids et de la composition de l'alliage.
En 1339, avec l'élection du premier doge à vie, Simone Boccanegra, la légende sur les monnaies devient à l'avers DVX IANVENSIVM PRIMVS, celle au revers restant inchangée.
En 1252 est produit pour la première fois le genovino pesant 3,53 g d'or fin. La production de cette pièce est continue jusqu'en 1363, puis discontinue jusqu'en 1528. Le genovino est de la même valeur que le fiorino florentin et le sequin vénitien. Sur le plan comptable, il correspond à une lire, et est divisé en 20 soldi ou 240 denari.
En 1528, avec l'instauration de l'élection dogale biennale, apparaît à l'avers la légende DVX ET GVBERNATOR REIPVBLICAE GENVENSIS. À partir de 1542, pour les pièces d'or, et à partir de 1554, pour les pièces en argent, il est fait mention de la date en chiffres arabes. Après les différentes guerres d'Italie, la banque et le commerce génois connaissent une expansion sensible : est frappé à partir de 1567, le scudo, une grosse pièce en argent pesant 39 g, valant 8 lires ; le scudo est l'équivalent de l'écu d'argent de France, du thaler impérial et de la pièce de huit réaux produit par l'Empire espagnol. Sa frappe est régulière jusqu'en 1719. Le scudo tombe à 33,25 g d'argent fin à partir de 1792.
Durant le XVIIe siècle, la production de pièces en or connaît une croissance sensible : un double genovino appelé doppia, commence à être produit en 1600. Est également frappé le double du doppia, le doppie, à partir de 1603, pesant 14 g d'or fin. À la même époque, la zecca frappe une pièce de 5 doppie, pesant jusqu'à 35 g d'or fin, et une pièce de 12,5 doppie, pesant 83,25 g, qui est la plus grosse pièce en or génoise jamais produite, et ce, jusqu'en 1711. Sa valeur est de 200 lires. Sur ces grosses pièces en or, figure à l'avers la Vierge à l'Enfant. Sur toutes ces monnaies, la légende ne fait plus référence à Conrad.
À partir de 1671, est frappée une pièce de 1 lire en argent, pesant 5,2 g. La production est interrompue en 1711, avant de reprendre entre 1745 et 1749, puis entre 1783 et 1795 : cette dernière frappe est au poids de 4,2 g. 
Entre 1792 et 1797, la république frappe des pièces en or de 24, 48, 50 et 100 lires, cette dernière pesant 28,01 g d'or fin ; à cette époque, la lire génoise cotait au change de Paris 1⁄5e de moins que la livre tournois.